# Gare de Zelboun
La gare de Zelboun est une gare ferroviaire algérienne située sur le territoire de la commune de Beni Mester, dans la wilaya de Tlemcen.

## Situation ferroviaire
Établie à une altitude de 800,500 m, la gare est située au point kilométrique (PK) 78,758 de la ligne de Tabia à Akid Abbes, où elle est précédée de la gare de Aïn Douz et suivie de celle d'Ouled Benziane.
| \| Tlemcen Ghazaouet Akid Abbes Maghnia Zelboun Tabia \| Localisation de la gare de Zelboun dans la wilaya de Tlemcen. |
| Tlemcen Ghazaouet Akid Abbes Maghnia Zelboun Tabia                                                                     |

## Histoire
La gare est mise en service en 1907 lors de l'ouverture de la section de Tlemcen à Turenne (actuelle Sabra) de la ligne de Sainte-Barbe-du-Tlélat à Oujda,.

## Service des voyageurs

### Dessertes
La gare de Zelboun est desservie par les trains régionaux de la liaison Tlemcen - Maghnia.

## Galerie

Sélection de vues
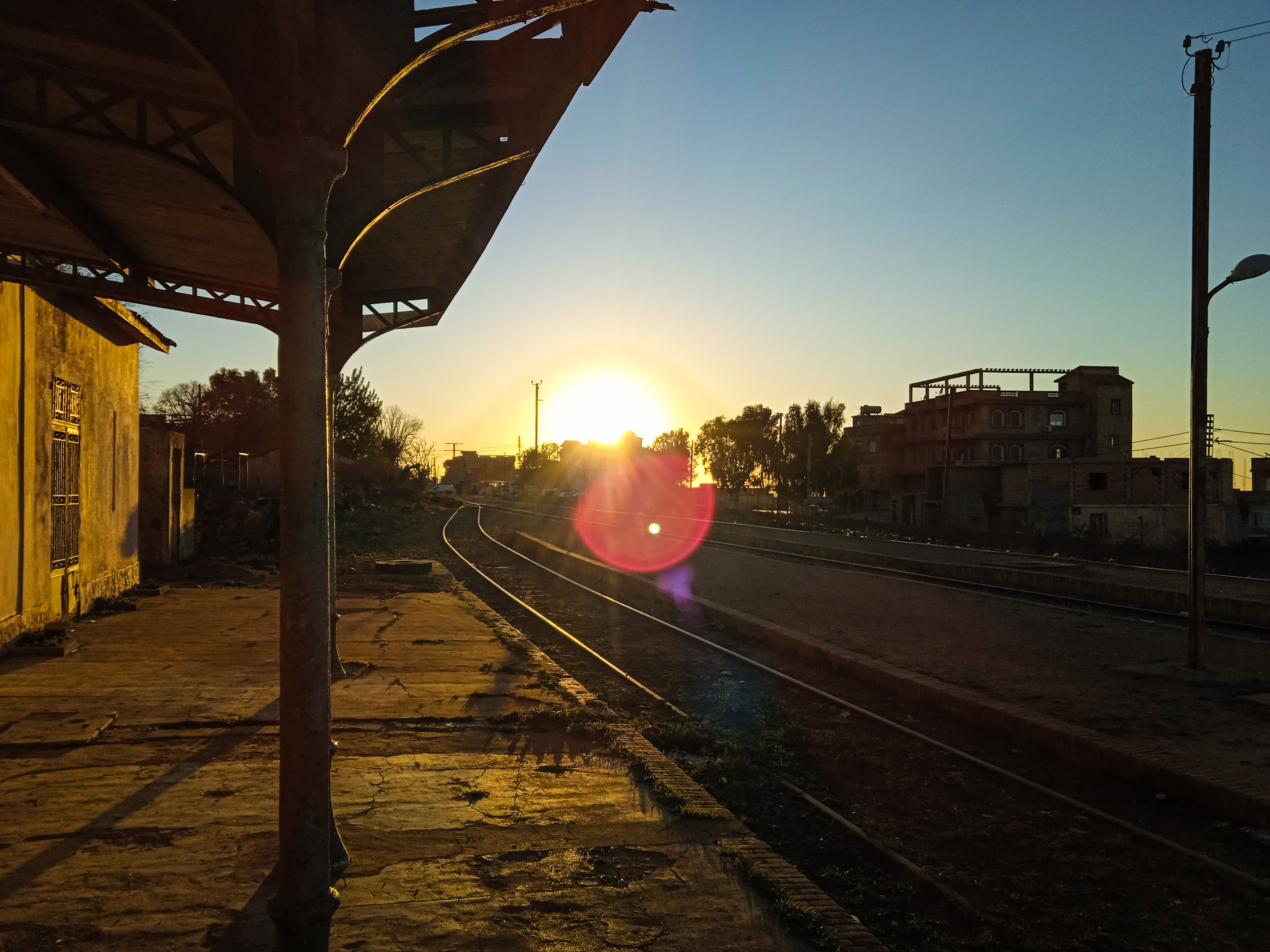
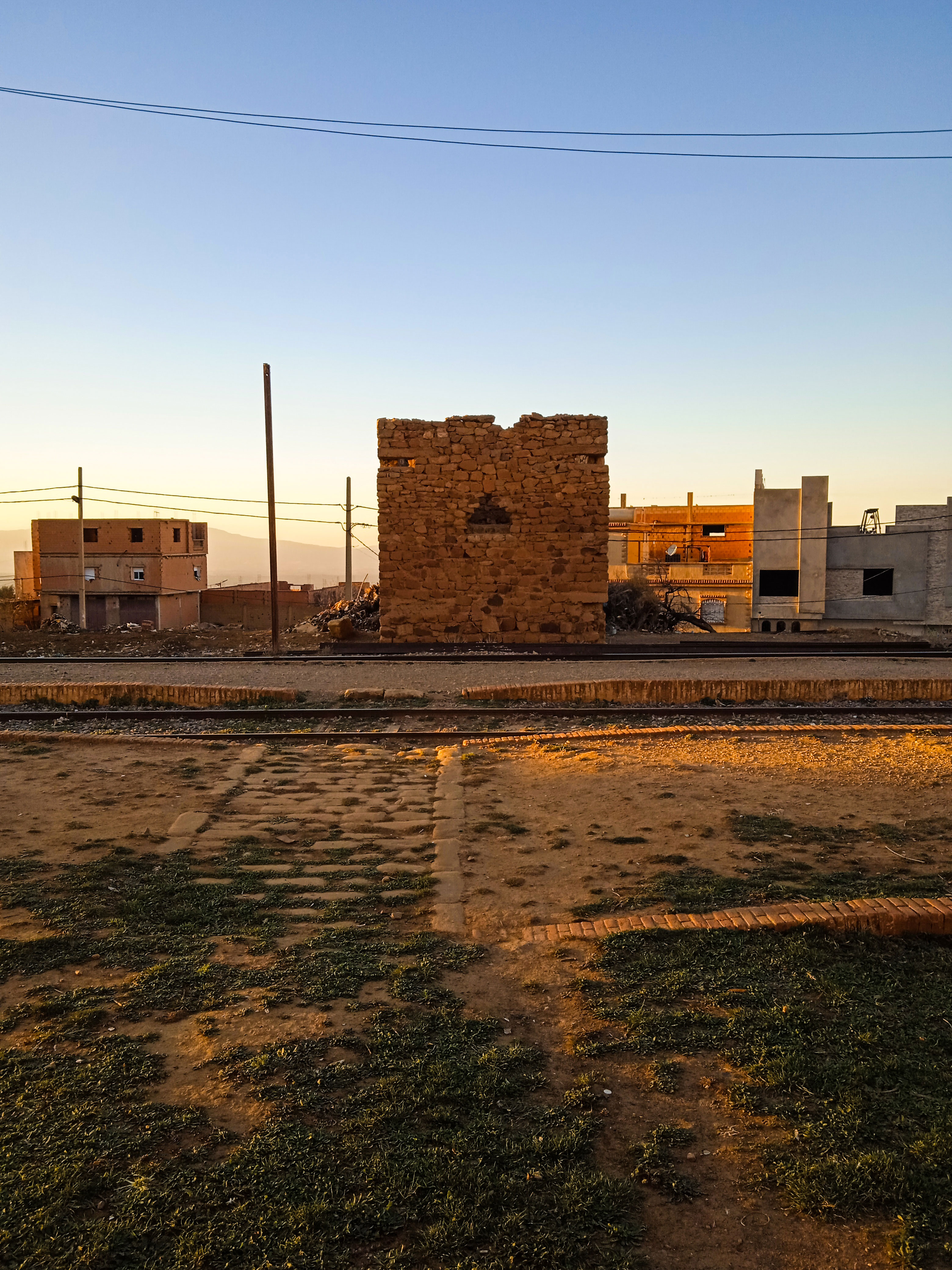
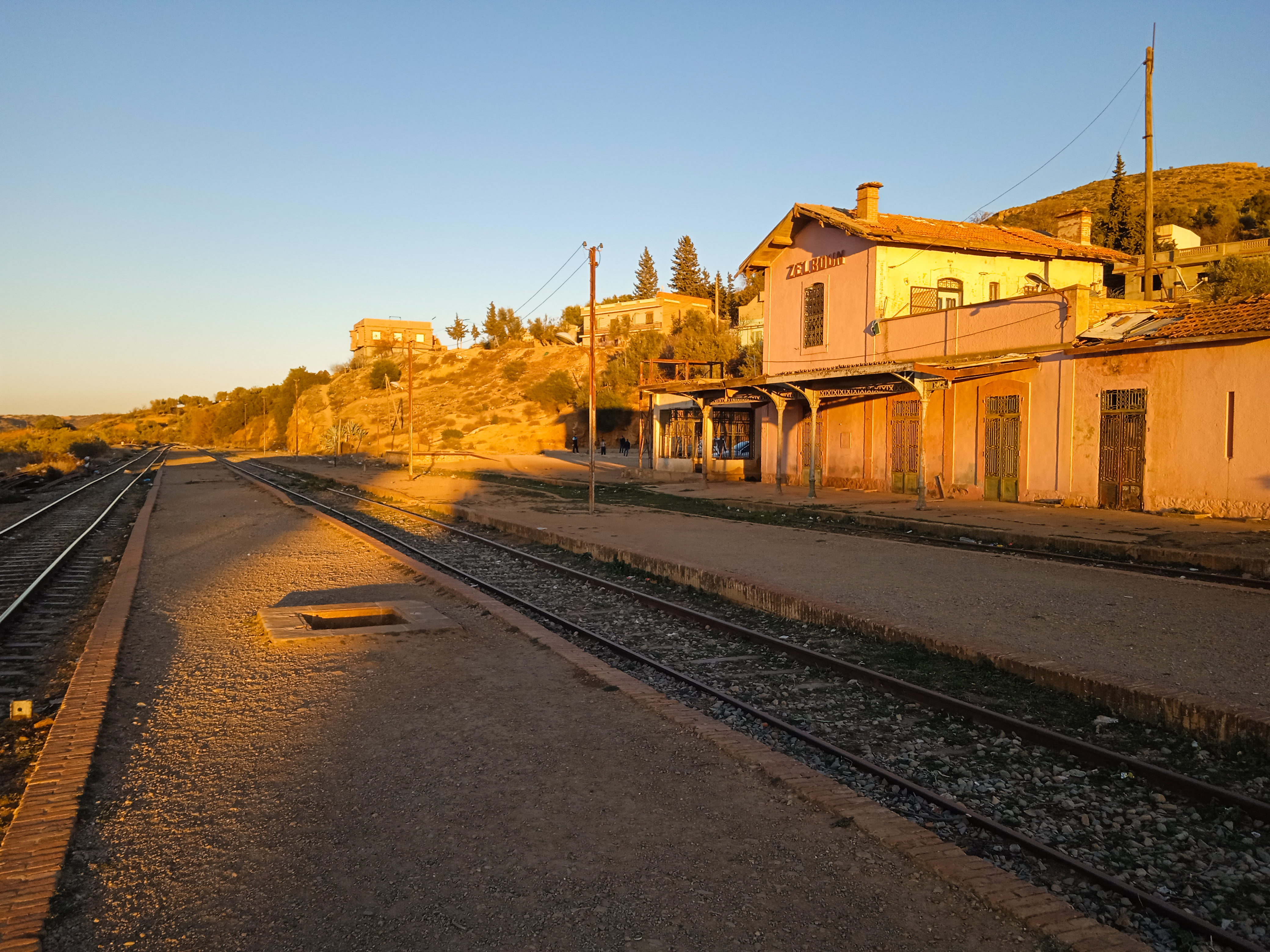